# Ozierdowicze
Ozierdowicze (biał. Азяродавічы; ros. Озеродовичи) – wieś na Białorusi, w obwodzie mińskim, w rejonie wilejskim, w sielsowiecie Ludwinowo.

## Historia
W czasach zaborów wieś w powiecie wilejskim, w guberni wileńskiej Imperium Rosyjskiego.
W latach 1921–1945 wieś leżała w Polsce, w województwie wileńskim, w powiecie wilejskim, w gminie Kościeniewicze.
Według Powszechnego Spisu Ludności z 1921 roku zamieszkiwało tu 178 osób, 174 były wyznania rzymskokatolickiego a 4 prawosławnego. Jednocześnie wszyscy mieszkańcy zadeklarowali polską przynależność narodową. Było tu 38 budynków mieszkalnych. W 1931 w 38 domach zamieszkiwało 194 osoby.
Wierni należeli do parafii rzymskokatolickiej w Kościeniewiczach i prawosławnej w Krzywiczach. Miejscowość podlegała pod Sąd Grodzki w Krzywiczach i Okręgowy w Wilnie; właściwy urząd pocztowy mieścił się w Kościeniewiczach.
W wyniku napaści ZSRR na Polskę we wrześniu 1939 miejscowość znalazła się pod okupacją sowiecką. 2 listopada została włączona do Białoruskiej SRR. Od czerwca 1941 roku pod okupacją niemiecką. W 1944 miejscowość została ponownie zajęta przez wojska sowieckie i włączona do Białoruskiej SRR.
Od 1991 w składzie niepodległej Białorusi.